# Aguateniente
El término aguateniente se refiere al dueño o poseedor de los derechos sobre las aguas. Si bien el término se aplicaría de forma muy general, su uso corriente corresponde a la designación de los grandes poseedores de recursos hídricos. 
En las islas Canarias, los aguatenientes llegaron a tener más importancia que los terratenientes, dado que el agua es un recurso escaso en las islas, tanto que la obtención y la conservación como la distribución de la misma se consideran un factor esencial. Los aguatenientes surgieron en las islas a partir del siglo XV, cuando comenzó la implantación de cultivos con abundantes necesidades de agua.